# Anisacanthidae
Anisacanthidae vormen een familie in de orde van de wandelende takken. De wetenschappelijke naam van deze familie is voor het eerst voorgesteld door Klaus Günther in een publicatie uit 1953. De soorten in deze familie komen op de Comoren, Madagaskar en Réunion voor.

## Onderverdeling in geslachten

### Onderfamilie Anisacanthinae Günther, 1953

#### Tribus Anisacanthini Günther, 1953
- Anisacantha Redtenbacher, 1906
- Paranisacantha Cliquennois, 2008
- Parectatosoma Wood-Mason, 1879
- Somacantha Cliquennois, 2008

### Onderfamilie Leiophasmatinae Cliquennois, 2008
- Adelophasma Cliquennois, 2018
- Amphiphasma Cliquennois, 2008
- Leiophasma Uvarov, 1940

### Onderfamilie Xerantherinae Cliquennois, 2008
- Archantherix Cliquennois, 2008
- Cenantherix Cliquennois, 2008
- Parorobia Chopard, 1952
- Xerantherix Brancsik, 1893